# Kvarnsjön (Bureå socken, Västerbotten)
Kvarnsjön är en sjö i Skellefteå kommun i Västerbotten och ingår i Bureälven-Mångbyåns kustområde. Sjön har en area på 0,0792 kvadratkilometer och ligger 3 meter över havet. Sjön avvattnas av vattendraget Bäckån.

## Delavrinningsområde
Kvarnsjön ingår i det delavrinningsområde (716971-176698) som SMHI kallar för Mynnar i havet. Medelhöjden är 10 meter över havet och ytan är 6,65 kvadratkilometer. Räknas de 21 avrinningsområdena uppströms in blir den ackumulerade arean 119,53 kvadratkilometer. Avrinningsområdets utflöde Bäckån mynnar i havet. Avrinningsområdet består mestadels av skog (67 procent) och öppen mark (14 procent). Avrinningsområdet har 0,51 kvadratkilometer vattenytor vilket ger det en sjöprocent på 7,7 procent.